# Географија и картографија у средњовековном исламу
Средњовековна арапска и персијска географија била је базирана на хеленистичкој географији и достигла свој врхунац за време Мухамеда ал-Идрисија у 12. веку.

## Историја
Након својих почетака у 8. веку заснованим на хеленистичкој географији, исламска географија је била штићена од стране абасидских калифа Багдада. Многи исламски ученици допринели су њеном развићу, а најистакнутији су: Мухамед ел Хорезми, Абу Зејд ел Балхи (оснивач "Балхи школе") и Абу Рајхан ел Бируни.
Исламски картографи наследили су Птолемејев Алмагест и географију у 9. веку. Ова дела стимулисала су интересовање за географију (посебно за речнике географских имена) али нису била слепо праћена. Уместо тога, арабијска и персијска картографија пратила је Ел Хорезмија у усвајању правоугаоничне пројекције, пребацивајући Птолемејев Први меридијан неколико степени источно, и модификујући многе Птолемејеве географске координате.
Прихватајући грчке списе директно, без превођења на латински, арапски и персијски, географима нису биле корисне Е и О мапе у европском стилу.
Муслимански научници допринели су много географији и "земљаним" наукама. У 11. веку ујгурски ученик Махмуд ел Касгари био је први који је нацртао етнографску мапу туркијских народа у средњој Азији.

## Утицај
Ови средњовековни доприноси утицали су на кинеску географију под монголском владавином. Они су такође били темељ картографског рада отоманског картографа Пирија Рајса.

## Галерија
- Ел Масудијева мапа света
- Корејска Гангнидо мапа из 15. века, базирана на јапанској копији кинеског оригинала
- Ибн Хавгалова мапа света из 10. века
- Ел Касгаријева мапа из 11. века
- Ибн ел Вардијев атлас света, рукописна копија из 17. века